# Xosé Ramón Barreiro
Xosé Ramón Barreiro Fernández, né à Ribeira (province de La Corogne, Espagne) le 2 décembre 1936 et mort à La Corogne le 17 mars 2021, est un historien, président de l'Académie royale galicienne entre 2001 et 2010.